# Malin Akerman
Malin Maria Akerman  (n. 12 mai 1978, Stockholm, Suedia) este o actriță suedezo-americană. A debutat în producții americane și canadiene cu roluri minore în filmele The Utopian Society (2003) și Harold & Kumar Go to White Castle (2004). A devenit cunoscută pe plan mondial cu rolul din comedia romantică The Heartbreak Kid (2007). A interpretat apoi personajul Silk Spectre II în filmul Cei ce veghează (2009). Între 2016 și 2019 a jucat în serialul Billions distribuit de Showtime.
Pe lângă actorie, a făcut carieră în modeling și a avut o scurtă perioadă muzicală, fiind solista trupei de rock alternativ Petalstones.
În 2024, a fost co-prezentatoare a Concursului Muzical Eurovision care a avut loc în țara sa natală, la Malmö.

## Filmografie
| Anul | Filmul                            | Rolul                            | Note             |
| ---- | --------------------------------- | -------------------------------- | ---------------- |
| 2000 | The Skulls                        | Coed in Caleb's Apartment        |                  |
| 2001 | Shotgun Love Dolls                | Rock Candy                       | TV movie.        |
| 2002 | The Circle                        | Tess                             |                  |
| 2003 | The Utopian Society               | Tanci                            |                  |
| 2004 | Harold & Kumar Go to White Castle | Liane                            |                  |
| 2007 | The Invasion                      | Autumn (uncredited)              |                  |
| 2007 | The Brothers Solomon              | Tara                             |                  |
| 2007 | The Heartbreak Kid                | Lila                             |                  |
| 2007 | Heavy Petting                     | Daphne                           |                  |
| 2008 | 27 Dresses                        | Tess                             |                  |
| 2009 | Bye Bye Sally                     | Sally Grimshaw                   |                  |
| 2009 | Watchmen                          | Laurie Jupiter / Silk Spectre II |                  |
| 2009 | The Proposal                      | Gertrude                         |                  |
| 2009 | Couples Retreat                   | Ronnie                           |                  |
| 2009 | Lazer Men 2:Journey to Rome       | Valentina                        |                  |
| 2010 | Elektra Luxx                      | Trixie                           | Post-Production. |
| 2010 | The Bang Bang Club                | Anna                             | Post-Production. |
| 2010 | HappyThankYouMorePlease           | Annie                            | Post-Production. |
| 2010 | The Romantics                     |                                  | Filming.         |